# Stotts City
Stotts City és una població dels Estats Units a l'estat de Missouri. Segons el cens del 2000 tenia 250 habitants.

## Demografia
Segons el cens del 2000, Stotts City tenia 250 habitants, 98 habitatges, i 63 famílies. La densitat de població era de 189,3 habitants per km².
Dels 98 habitatges en un 30,6% hi vivien nens de menys de 18 anys, en un 49% hi vivien parelles casades, en un 11,2% dones solteres, i en un 34,7% no eren unitats familiars. En el 30,6% dels habitatges hi vivien persones soles l'11,2% de les quals corresponia a persones de 65 anys o més que vivien soles. El nombre mitjà de persones vivint en cada habitatge era de 2,55 i el nombre mitjà de persones que vivien en cada família era de 3,11.
Per edats la població es repartia de la següent manera: un 26,8% tenia menys de 18 anys, un 9,2% entre 18 i 24, un 28,8% entre 25 i 44, un 19,6% de 45 a 60 i un 15,6% 65 anys o més.
L'edat mediana era de 35 anys. Per cada 100 dones de 18 o més anys hi havia 101,1 homes.
La renda mediana per habitatge era de 18.958 $ i la renda mediana per família de 28.125 $. Els homes tenien una renda mediana de 17.031 $ mentre que les dones 16.250 $. La renda per capita de la població era de 8.942 $. Entorn del 26,2% de les famílies i el 24,6% de la població estaven per davall del llindar de pobresa.

## Poblacions més properes
El següent diagrama mostra les poblacions més properes.